# La Zoma
La Zoma es un municipio y localidad española de la provincia de Teruel, en la comunidad autónoma de Aragón. El término municipal, ubicado en  la comarca de las Cuencas Mineras, tiene una población de 27 habitantes (INE 2024). La localidad está situada a una altitud de 1151 m.

## Toponimia
El término Zoma proviene del árabe صومعة,  ȘAWMU'A "alminar". Zoma, era el término habitual en Aragón para referirse a los alminares. En 1477 se establece que "Por tanto de voluntad de la Cort statuymos que la dita invocación del nombre de Mahoma, e otras cosas que sían costumbradas de fazer fasta aquí en zomas, no se puedan fazer dentro el Regno de Aragón, ni en part alguna de aquel, en zomas ni en otros lugares públicos"

## Geografía

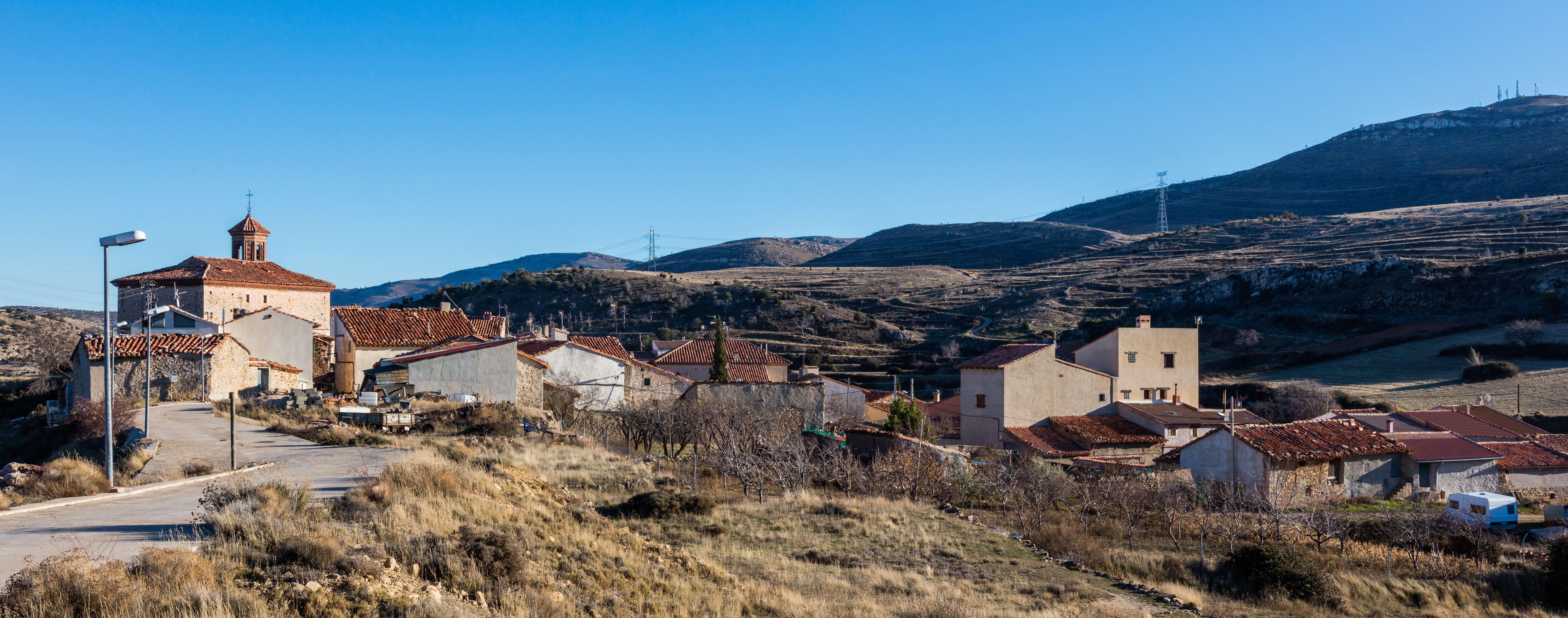
Vista de la localidad

Situado a 88 km de la capital Turolense y a 64 km de Alcañiz. Se encuentra delimitado por los términos municipales de Ejulve al este, Gargallo y Cañizar del Olivar al norte, Aliaga al sur, y Castel de Cabra al oeste. Está situado en el piedemonte septentrional de la sierra de San Just. La Zoma está asentada sobre una loma que corona el edificio de la iglesia.

## Lugares de interés
Sus edificios más destacados son el Ayuntamiento, un atractivo inmueble del siglo XVI, de dos plantas, obra de mampostería con piedra sillar en los ángulos y lonja de dos vanos y portada de acceso en arco de medio punto con sillería de gran dovelaje y la iglesia parroquial de la Asunción de Nuestra Señora que fue construida en el siglo XVI. Es de estilo bárroco, está situada en lo alto del pueblo y tiene fábrica de mampostería y sillería en las esquinas. La decoración interior y la cúpula luce decoración sobre símbolos marianos, realizada en 1890. También es destacable la ermita de San Bernabé cerca del paraje de La Mezquitilla.

## Demografía
La Zoma cuenta con una población de 27 habitantes (INE 2024).
| Gráfica de evolución demográfica de La Zoma entre 1842 y 2021                                                       |
| |
| Población de derecho según los censos de población del INE Población de hecho según los censos de población del INE |

## Comunicaciones
Se accede a la población a través de la carretera TE-V-8211 que enlaza por el noroeste con la N-211 en las Ventas de Cañizar y también al este con Ejulve.

## Administración y política
| Período   | Alcalde                     | Partido     |  |
| --------- | --------------------------- | ----------- |  |
| 1979-1983 | Benito Gascón Azuara        | UCD         |  |
| 1983-1987 |                             |             |  |
| 1987-1991 |                             |             |  |
| 1991-1995 |                             |             |  |
| 1995-1999 |                             |             |  |
| 1999-2003 |                             |             |  |
| 2003-2007 |                             |             |  |
| 2007-2011 |                             |             |  |
| 2011-2015 | Juan Manuel Membrado Ferrer | PSOE-Aragón |  |
| 2015-2019 | Aitor Lozano Gascón         | PSOE-Aragón |  |
| 2019-     | Aitor Lozano Gascón         | PSOE-Aragón |  |

| Partido político    | Partido político                                   | 2003   | 2007   | 2011   | 2015   |
| Partido político    | Partido político                                   | Ediles | Ediles | Ediles | Ediles |
|                     | Partido de los Socialistas de Aragón (PSOE-Aragón) | 1      | 1      | 1      | 1      |
|                     | Partido Popular de Aragón (PP)                     | —      | —      | —      | —      |
|                     | Partido Aragonés (PAR)                             | —      | —      | —      | —      |
| Total de concejales | Total de concejales                                | 1      | 1      | 1      | 1      |

## Fiestas
Sus fiestas se celebran el 11 de junio en honor de San Bernabé, el fin de semana más próximo a San Juan, se sube en romería hasta la ermita de San Bernabé, y la primera semana de agosto.